# Kudora János
Kudora János (Tata, 1849. május 14. – Nagyölved, 1918. május 31.) római katolikus esperes-plébános, Kudora Károly bátyja.

## Élete
Kudora Károly iparos és Novacsek Fanni fia. Középiskolai tanulmányait szülővárosában és Esztergomban, a VII. osztálytól mint növendékpap végezte, és ugyanitt hallgatta a teológiát is. 1872. július 19-én fölszenteltetett. Segédlelkész volt Vágszerdahelyen, 1873-ban Egyházgellén, 1874-ben Zselízen, 1877-ben plébános lett ugyanott, majd 1879-ben Ipolyvisken. Egyházkerületi jegyző, 1898-tól a közigazgatási bizottság tagja, 1899-ben tanfelügyelő-esperes, a budapesti papnövendékek egyházi-irodalmi iskolájának tiszteleti tagja volt. Utazott 1888-ban Velencébe és 1891-ben Rómába.
Esztétikai értekezéseket és könyvbirálatokat írt a Hittudományi Folyóiratba, melynek rendes munkatársa volt (180-5. Az egyházi ékesszólástan elmélete); első egyházi beszéde az Isten Igéjében (1876.), ezután a többiek, melyekkel több pályadíjat is nyert, a Jó Pásztor V-XI. és 1891-tól a Hitszónoklati Folyóirat I-V. évfolyamában; a Magyar Sionban (1896. Simor János bibornok mint egyházi szónok, 1897. Két nap Pozsonyban), a Hittudományi Folyóiratban (1891-99. értekezések és könyvismertetések, birálatok); a Tanítsatok c. egri folyóiratban (1896. Halotti beszéd és könyörgés szónoki méltatása); a Pelczer József, krakkói egyetemi tanárnak a kath. prédikáczió világ-irodalom története lengyel munkájának III. kötetében (1898. a m. kath. prédikáczió története).

## Munkái
- Aranymise-emlék. Budapest, 1887.
- Katholikus egyházi szónoklattan, példákkal megvilágítva és a szónoklat történelmi vázlatával bővítve. Budapest, 1891.  (Ism. M. Állam 88. c., Egyházi Közlöny 9. sz. Kath. Szemle 650. 1., az egri Irodalmi Szemle 7. sz.).
- Szent beszéd ezüst misére. Budapest, 1892.
- Egyházi ékesszólástani tanulmányok. 1-5. köt. Budapest, 1892-1894. (I. II. A próféták és Jézus Krisztusról. III. A görögnyelvű Szent Ambrus, Szent Ágoston. V. Latin szent atyák: Nagy sz. Leo, Nagy sz. Gergely. VII. Franczia egyházi szónokok. Bossuet, Bourdaloue. Ism. Magyar Állam 1893. 121. sz., Kath. Szemle 1893. M. Sion (1894.)
- A katholikus magyar egyházi ékesszólás jelenlegi állása. Budapest, 1894.
- Br. Roszner Ervin hontmegyei főispán arczképleleplezésére ünnepi beszéd. Kiadta Hontvármegye közönsége. Ipolyság, 1896.
- A magyar katolikus egyházi beszéd irodalmánának ezeréves története. Budapest, 1902.